# Большие Коряки (Смоленская область)
Большие Коряки — деревня в Велижском районе Смоленской области России. Входит в состав Печенковского сельского поселения. Население — 12 жителей (2007).
Расположена в северо-западной части области в 16 км к юго-востоку от Велижа, в 4 км восточнее автодороги Р133 Смоленск — Невель, на берегу реки Борожанка. В 70 км южнее деревни расположена железнодорожная станция Голынки на линии Смоленск — Витебск.

## История
В годы Великой Отечественной войны деревня была оккупирована гитлеровскими войсками в июле 1941 года, освобождена в сентябре 1943 года.